# Усть-Тойловка
Усть-Тойловка — исчезнувшая деревня в Тюхтетском районе Красноярского края России. Входила в состав Зареченского сельсовета. Упразднена в 2021 г.

## География
Находится на правом берегу реки Четь, примерно в 16 км к северо-северо-западу (NNW) от районного центра, села Тюхтет, на высоте 173 метров над уровнем моря.

## Население
| 2010 |
| ---- |
| 2    |

Гендерный состав
По данным Всероссийской переписи в 2010 году в деревне проживали двое мужчин.